# Davisville Glacier
Davisville Glacier är en glaciär i Antarktis. Den ligger i Västantarktis. Inget land gör anspråk på området. Davisville Glacier ligger 1 045 meter över havet.
Terrängen runt Davisville Glacier är platt. Trakten är obefolkad. Det finns inga samhällen i närheten.